# Saint-Amand-en-Puisaye
Saint-Amand-en-Puisaye é uma comuna francesa na região administrativa de Borgonha-Franco-Condado, no departamento Nièvre. Estende-se por uma área de 41,24 km². Em 2010 a comuna tinha 1 258 habitantes (densidade: 30,5 hab./km²).